# Campanus von Novara
Campanus von Novara, latinisiert Campanus Nouariensis, auch Campano da Novara, Giovanni Campano (später manchmal Johannes Campanus), (* um 1220 wahrscheinlich in Novara; † 1296 in Viterbo) war ein italienischer Astronom, Mathematiker, Astrologe und Arzt.

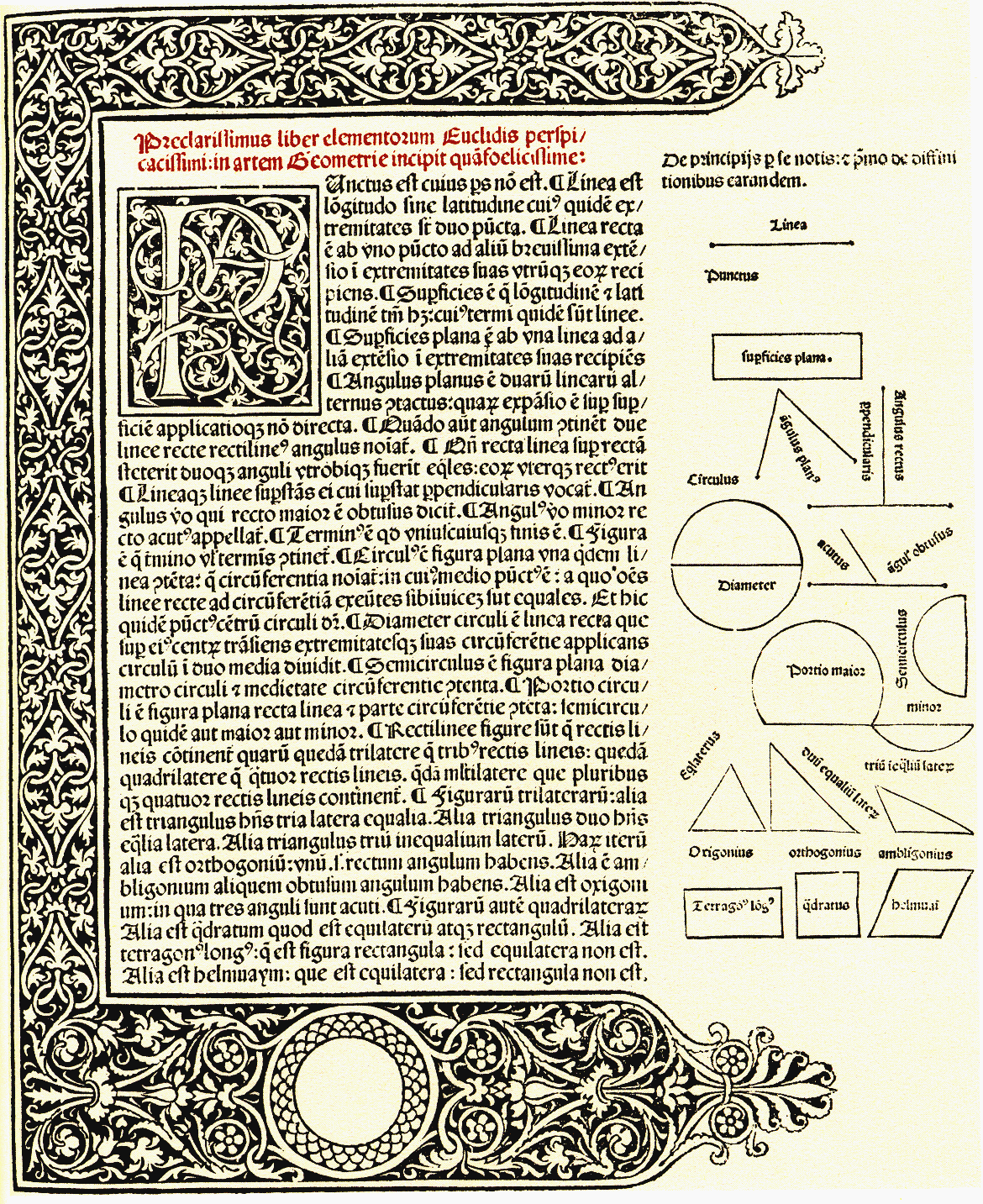
Erste Seite der Euklid-Ausgabe von Campanus von Novara, 1260, Druck von Erhard Ratdolt, Venedig 1482

Er war Hauskaplan der Päpste Urban IV., Hadrian V., Nikolaus IV., Bonifatius VIII. und starb relativ wohlhabend. Er kannte Urban IV. noch vor seiner Zeit als Papst (ab 1261), als er noch Patriarch von Jerusalem war. Urban IV. machte ihn nicht nur zu seinem Kaplan, sondern verschaffte ihm auch verschiedene Pfründen (Rector der Kirche von Savine in der Diözese Arles 1263, Kanonikus der Kathedrale von Toledo 1264). Auch Hadrian V. (Ottobono Fieschi) patronierte ihn, als er 1255 bis 1268 päpstlicher Legat in England war und noch bevor er 1276 Papst wurde. Er machte ihn 1263/64 zu seinem Kaplan und verschaffte ihm eine Pfründe in Felmersham in Bedfordshire. Später kam noch ein Kanonikat in Paris hinzu. Es gibt aber keine Hinweise darauf, dass er jemals außerhalb Italiens war. Zuletzt lebte er im Konvent der Augustiner in Viterbo, wo er noch den Bau einer der Heiligen Anna gewidmeten Kapelle in der Kirche der Heiligen Dreifaltigkeit beaufsichtigte. Das Todesdatum ist aus einem Brief von Bonifatius VIII. vom 17. September 1296 belegt.
In einer Euklid-Ausgabe von 1531 wird er als Magister beschrieben, es gibt aber keinen Hinweis darauf, dass er an einer Universität lehrte.

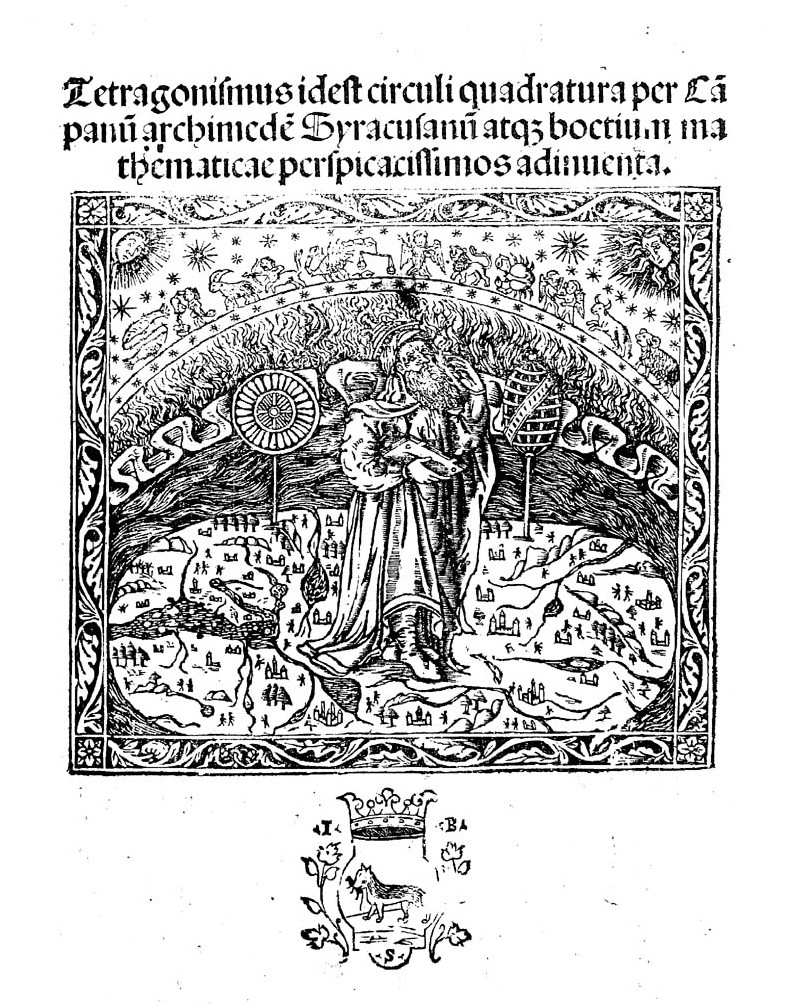
Tetragonismus idest circuli quadratura, 1503

Roger Bacon in England nannte ihn 1267 einen der vier bedeutendsten lebenden Mathematiker (allerdings zählte er ihn nicht zu den beiden perfekten). Es gibt keinen Hinweis darauf, dass sie sich kannten. Höchstwahrscheinlich kannte Bacon aber Hadrian V. als er Legat in England war.
Er schrieb eine lateinische Ausgabe von Euklids Elementen in fünfzehn Büchern (1255 bis 1259), die bis ins 16. Jahrhundert die meistverbreitete Ausgabe war und auch die erste gedruckte lateinische Ausgabe war (Erhard Ratdolt, Venedig 1482). Sie beruhte auf Vorarbeiten von Adelard von Bath (lateinische Euklid Übersetzung), Robert von Chester (lateinische Übersetzung von Euklid Kommentaren), den Elementen der Arithmetik von Jordanus Nemorarius und war auch mit eigenen Zusätzen versehen. Er zitiert verschiedene arabische Mathematiker (oft in lateinischer Übersetzung von Gerhard von Cremona).
In der Astronomie schrieb er die Theorica Planetarum (1261–1264, Urban IV. gewidmet) über die Planetenbewegung und den Bau eines Äquatoriums zu ihrer Darstellung. Das Werk beruht neben dem Almagest von Claudius Ptolemäus (wahrscheinlich in der Übersetzung von Gerhard von Cremona), auf den Toledaner Tafeln (Toledo, 1080) und den Schriften des arabischen Astronomen Arzachel. Nach Toomer war es die erste detaillierte Darstellung des ptolemäischen Systems im lateinischsprachigen Westen. Der Entwurf seines Äquatoriums war nicht sehr praktisch, nachhaltiger war ein späterer Entwurf von Petrus de Dacia. Das Manuskript wurde nie gedruckt, ist aber in einer großen Anzahl von Handschriften erhalten und war einflussreich. Er versucht in diesem Werk auch die Abstände und Dimensionen der Planeten abzuleiten, womit er über Ptolemäus hinausgeht (der nur bei Sonne und Mond die absoluten Abstände angibt).
Weitere astronomische Schriften sind Tractatus de sphaera (ein elementares Astronomiebuch, nach 1268) und Computus maior zur Kalenderrechnung einschließlich Osterdatum (1268,), beide bis ins 16. Jahrhundert gedruckt eine Beschreibung des Astrolabium und De quadrante (über die Benutzung des Quadranten). Zwei mathematische Schriften, die auf Thabit Ibn Qurra beruhen, sind wahrscheinlich von ihm (De figura sectore, De proportione). Andere Zuschreibungen sind unsicher.
Campanus hatte auch einen Ruf als Astrologe, der ihm wahrscheinlich auch neben seinen medizinischen Kenntnissen zu seiner Karriere bei hohen Kirchenfürsten genutzt hatte. Die Einteilung des Tierkreises in zwölf Häuser wurde ihm zugeschrieben (Regiomontanus), ist aber älter. Seine astrologischen Kenntnisse hatte er ebenfalls aus dem arabischen Raum (Abraham ibn Esra). Von Campanus selbst sind keine astrologischen Manuskripte überliefert.
Der Mondkrater Campanus ist nach ihm benannt.